# Union County (Florida)
Das Union County ist ein County im Bundesstaat Florida der Vereinigten Staaten. Der Verwaltungssitz (County Seat) ist Lake Butler.

## Geschichte
Das Union County wurde am 20. Mai 1921 aus Teilen des Bradford County gebildet. Benannt wurde es, um an das Konzept der Einheit zu erinnern. In Union County ist Floridas Staatsgefängnis für Männer.

## Geographie
Das County hat eine Fläche von 647 Quadratkilometern, wovon 24 Quadratkilometer Wasserfläche sind. Es grenzt im Uhrzeigersinn an folgende Countys: Baker County, Bradford County, Alachua County und Columbia County.

## Demografische Daten
Nach der Volkszählung im Jahr 2010 lebten im Union County 15.535 Menschen in 4.479 Haushalten. Die Bevölkerungsdichte betrug 24,9 Einwohner pro Quadratkilometer. Ethnisch betrachtet setzte sich die Bevölkerung zusammen aus 75,0 % Weißen, 22,2 % Afroamerikanern, 0,4 % Indianern und 0,2 % Asian Americans. 0,7 % waren Angehörige anderer Ethnien und 1,4 % verschiedener Ethnien. 4,8 % der Bevölkerung bestand aus Hispanics oder Latinos.
Im Jahr 2010 lebten in 38,3 % aller Haushalte Kinder unter 18 Jahren sowie 22,2 % aller Haushalte Personen mit mindestens 65 Jahren. 71,8 % der Haushalte waren Familienhaushalte (bestehend aus verheirateten Paaren mit oder ohne Nachkommen bzw. einem Elternteil mit Nachkomme). Die durchschnittliche Größe eines Haushalts lag bei 2,66 Personen und die durchschnittliche Familiengröße bei 3,13 Personen.
21,8 % der Bevölkerung waren jünger als 20 Jahre, 29,6 % waren 20 bis 39 Jahre alt, 31,8 % waren 40 bis 59 Jahre alt und 16,7 % waren mindestens 60 Jahre alt. Das mittlere Alter betrug 39 Jahre. 64,7 % der Bevölkerung waren männlich und 35,3 % weiblich.
Das jährliche Durchschnittseinkommen eines Haushalts betrug 43.750 USD, dabei lebten 18,7 % der Bevölkerung unter der Armutsgrenze.
Im Jahr 2010 war englisch die Muttersprache von 91,25 % der Bevölkerung, spanisch sprachen 7,18 % und 1,57 % hatten eine andere Muttersprache.

## Kultur und Sehenswürdigkeiten

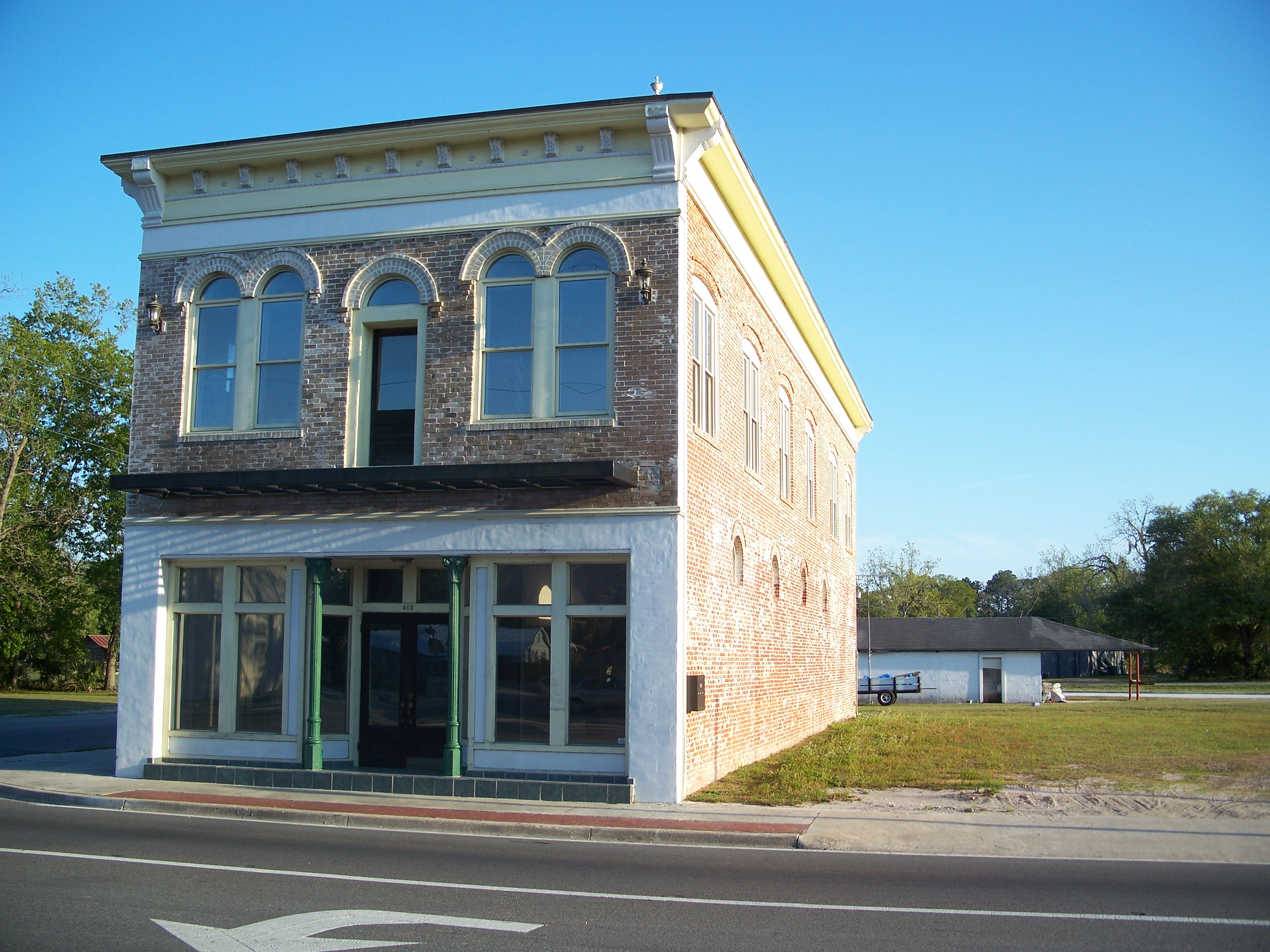
Townsend Building in Lake Butler (2007). Das Gebäude wurde im Jahr 1900 erbaut und weist Stilelemente der Neorenaissance auf. Im Oktober 1992 wurde es als erstes Objekt im Union County in das NRHP eingetragen.

Vier Bauwerke im Union County sind im National Register of Historic Places („Nationales Verzeichnis historischer Orte“; NRHP) eingetragen (Stand 12. März 2023), darunter das Vereinshaus eines Frauenclubs.

## Orte im Union County
Orte im Union County mit Einwohnerzahlen der Volkszählung von 2010:
City:
- Lake Butler (County Seat) – 1.897 Einwohner

Towns:
- Raiford – 255 Einwohner
- Worthington Springs – 181 Einwohner